# Akimi Barada
Akimi Barada (jap. 茨田 陽生 Barada Akimi; ur. 30 maja 1991) – japoński piłkarz występujący na pozycji pomocnika. Obecnie występuje w Omiya Ardija.

## Kariera klubowa
Od 2009 roku występował w klubach Kashiwa Reysol i Omiya Ardija.